# KkStB 194 sorozat
A kkStB 194 sorozat egy  szertartályosgőzmozdony-sorozat volt az osztrák cs. kir. Államvasutaknál (k.k. österreichischeStaatsbahnen, kkStB), amely mozdonyok eredetileg az Österreichischen Lokaleisenbahngesellschaft-tól (ÖLEG) származtak. A vasúttársaság a G 601–604 pályaszámokkal helyezte üzembe őket.
Ezeket a háromcsatlós kis mozdonyokat a Krauss müncheni gyárában építették 1882-ben és 1883-ban. A mozdonyok belsőkeretesek és külső vezérlésűek voltak.
Amikor a kkStB 1888-ban üzemeltetésébe vette őket (az ÖLEG-et 1894-ben államosították) a 94.01-04 pályaszámokat adta nekik. 1905-ben ezt 194.01-04-re változtatta, ám a 03 már időközben selejtezve lett. 1910-ig a maradék mozdonyokat is selejtezték.

## Fordítás
Ez a szócikk részben vagy egészben  a   kkStB 194 című német Wikipédia-szócikk fordításán alapul.  Az eredeti cikk szerkesztőit annak laptörténete sorolja fel. Ez a jelzés csupán a megfogalmazás eredetét és a szerzői jogokat jelzi, nem szolgál a cikkben szereplő információk forrásmegjelöléseként.